# Prix A. H. Tammsaare
Le prix littéraire A. H. Tammsaare (estonien : A. H. Tammsaare nimeline Albu valla kirjanduspreemia) est un prix décerné en Estonie en mémoire de Anton Hansen Tammsaare.

## Lauréats
- 1978 : Leeni Siimisker "Tammsaare pildikroonika eluteest ja -tööst"
- 1979 : Juhan Peegel "Ma langesin esimesel sõjasuvel"
- 1980 : Ilmar Sikemäe "Kirjad Vargamäelt"
- 1981 : Vello Lattik "Kuus head inimest"
- 1982 : Veera Saar "Aprillipäev"
- 1983 : Mats Traat "Karukell, kurvameelsuse rohi"
- 1984 : Raimond Kaugver "Vana mees tahab koju"
- 1985 : Mari Saat "Õun valguses ja varjus"
- 1986 : Viivi Luik "Seitsmes rahukevad"
- 1987 : Heino Kiik "Elupadrik"
- 1988 : Luise Vaher "Põlev pärisosa"
- 1989 : Hando Runnel "Laulud eestiaegsetele meestele"
- 1990 : Arvo Valton "Masendus ja lootus"
- 1991 : Kalju Lepik "Rukkilille murdmise laul"
- 1992 : Illar Mõtus "Jumalaga Vargamäe"
- 1993 : Leelo Tungal "Barbara ja suvekoerad"
- 1994 : Aili Viitar "Kummelimuru"
- 1995 : Albert Uustulnd "Tuulte tallermaa"
- 1996 : Artur Erich "Pärast äikest"
- 1997 : Artur Veisserik "Ma armastasin Eestit"
- 1998 :Virve Osila "Peotäis päikeseõisi"
- 1999 :Edgar Valter "Pintselsabad"
- 2000 :Maimu Berg "Ära (et)"
- 2001 :Herta Laipaik "Tuulekellad"
- 2002 :Ilmar Särg "Sada aastat armastust"
- 2003 :Elem Treier "Tammsaare elu härra Hansenina"
- 2004 :Rein Veidemann "Lastekodu"
- 2005 :Mari-Ann Remmel "Arad veed ja salateed"
- 2006 :Erik Tohvri "Kaldaliiva"
- 2007 : Kaalu Kirme "Kolm paradiisi"
- 2008 : Ene Mihkelson "Katkuhaud"
- 2009 : Mari Tarand "Ajapildi sees. Lapsepõlv Juhaniga"
- 2010 : Tõnu Õnnepalu "Paradiis"
- 2011 : Rein Põder "Unustatud"
- 2012 : Hugo Hiibus "Piibu ja pliiatsiga"
- 2013 : Olev Remsu "Supilinna poisid"
- 2014 : Avo Kull "Reporter"
- 2015 : Aita Kivi "Keegi teine"